# Obzidje Marakeša
Obzidje Marakeša je niz obrambnih zidov, ki obdajajo zgodovinsko medino okrožja Marakeša v Maroku. Prvič jih je v zgodnjem 12. stoletju postavila rodbina Almoravidov, ki je leta 1070 n. št. ustanovila mesto kot svojo novo prestolnico. Obzidje je bilo od takrat večkrat razširjeno z dodajanjem kazbe proti jugu ob koncu 12. stoletja in s kasnejšo razširitvijo, da bi zajelo severno sosesko okoli Zavije Sidi Bel Abbes.
Vrata Marakeša so bila večinoma ustanovljena od prvotne gradnje mestnega obzidja Almoravidov, vendar je bila večina spremenjena v kasnejših obdobjih. Dodana so bila tudi druga vrata, ko so Almohadi ustvarili Kazbo, ki je bila od takrat večkrat razširjena in predelana.

## Zgodovina

### Nastanek pod Almoravidi (11.–12. stoletje)
Marakeš je leta 1070 ustanovil Abu Bakr ibn Umar, zgodnji vodja Almoravidov. Sprva je bila edina večja mestna utrdba Ksar al-Hadžar ('palača/kamnita trdnjava'), kraljeva citadela, ki jo je zgradil Abu Bakr za zaščito zakladnice. Stala je tik ob mestu sedanje mošeje Kutubija v zahodnem delu mesta. Tako kot druge kazbe tistega časa je verjetno zasedala štirikotno območje in domneva se, da je imela več vrat (od katerih so zahodna vrata morda približno ustrezala poznejšim vratom Bab al-Makzen v mestnem obzidju). Izkopavanja v 20. stoletju so razkrila, da je bila južna stran citadele dolga 218 metrov, kar kaže na dokaj veliko zgradbo. To je bila prva monumentalna zgradba, ki so jo zgradili Almoravidi in je zaznamovala njihov dokončni prehod iz nomadskega saharskega ljudstva v imperij s stalno bazo.
Šele leta 1126 se je Ali ibn Jusuf, poznejši almoravidski emir, odločil, da mesto obda s polnim obzidjem, ki je bilo dokončano januarja ali februarja 1127. Odločitev, da se mesto utrdi z obzidjem, je bila verjetno posledica naraščajoče nevarnosti Almohadov v tistem času. Abu-l-Valid ibn Rušd, kadi iz Cordobe in dedek slavnega Ibn Rušda (Averroes), naj bi bil tisti, ki je emirja prepričal, da se je lotil gradnje. Zgodovinski viri prav tako trdijo, da je gradnja trajala le 8 mesecev in stala 70.000 zlatih dinarjev. Pred gradnjo je bila pot obzidja postavljena z vrvmi in emirjevi astrologi so se posvetovali o najprimernejšem datumu za začetek.
Glavni obris medinskega obzidja je danes še vedno na splošno podoben izvirnemu almoravidskemu obzidju, čeprav z opaznimi razlikami na severu in jugu. Nastalo obzidano območje je oblikovalo nepravilen mnogokotnik nejasne štirikotne oblike. Nekatere nepravilnosti v tem orisu so lahko nastale zaradi obstoječih pokopališč in verskih krajev ali zaradi odločitev v zadnjem trenutku, da se znotraj obzidja vključi več zemlje. Mnoga glavna mestna vrata prav tako segajo v to obdobje – vsaj na svojih lokacijah, če ne nujno v sedanjih oblikah in imenih. Ta vrata so bila v vrstnem redu urinega kazalca, začenši s severovzhoda: Bab Fes (kasneje znana kot Bab el-Kemis), Bab Debagh, Bab Ajlan, Bab Aghmat, Bab Jintan, Bab as-Saliha, Bab Nefis (verjetno predhodnik Bab er-Roba danes), Bab aš-Šari'a, Bab al-Makzen, Bab el-'Arissa (znana tudi kot Bab ar-Raha), Bab Doukala, Bab Musufa in Bab Aghzut. Štiri od teh vrat – Bab aš-Šaria, Bab Musufa, Bab Jintan in Bab as-Saliha – so pred časom izginila in so znana le iz zgodovinskih besedil ali iz ostankov fizičnih dokazov.

### Almohadsko obdobje (od konca 12. do 13. stoletja)
Ko je almohadski vladar Abd al-Mumin osvojil Marakeš leta 1147, je domnevno uničil številne almoravidske spomenike (zlasti mošeje), vendar sta se Ksar el-Hadžar in palača Alija ibn Jusufa nekaj časa še vedno uporabljala kot uradna rezidenca novih almohadskih vladarjev. Almohadski kalif Jakub al-Mansur (vladal 1184–1199) pa se je lotil ambicioznega gradbenega projekta, da bi ustvaril veliko novo kraljevo okrožje, Kazba, pritrjeno na južni strani mesta. Njegovo ustanovitev je deloma spodbudila hitra rast mestnega prebivalstva in nujna potreba po več prostora v mestu. Vendar pa ga je morda motivirala tudi želja almohadskega kalifa, da bi sledil zgledu drugih mogočnih islamskih vladarjev, ki so zgradili ločena mesta-palače, iz katerih so vladali, kot je omajadska gradnja Medina Azahara blizu Cordobe ali abasidska gradnja Samare v Iraku. Gradnja kazbe se je začela leta 1185 in končala do leta 1190.
Trenutni zahodni in južni obris današnje kazbe, vključno z njenim obzidjem, najverjetneje še vedno izvira iz Almohadske gradnje. Glavna vrata kazbe so bila Bab Agnau: obrambna in obredna vrata, ki so tik znotraj mestnega obzidja blizu Bab er-Roba (Bab Nefis) in tvorijo glavni javni dostop do kazbe za prebivalce mesta. Almohadi so ustanovili tudi velike vrtove in sadovnjake v bližini kazbe, zlasti vrt al-Buhajra, ki je danes znan kot vrtovi Agdal. Ti so bili nameščeni dlje in so bili obdane s svojimi ločenimi zidovi.

### Saadijsko in alauitsko obdobje (15. stoletje in pozneje)
Po padcu almohadskega režima je Marakeš kot celota propadal. Naslednja rodbina Marinidi je za svojo prestolnico postavila Fes in izvedla nekaj večjih gradenj v Marakešu. Šele ko je Saadijska rodbina (16. stoletje do začetka 17. stoletja) ustanovila Marakeš kot svojo prestolnico, je mesto doživelo ponoven razcvet. Saadijci so prenovili kazbo in nekoliko razširili njen severni obris z novimi palačami, kot je palača El Badi. Sultan Mulaj Abdalah al-Ghalib je tudi preselil judovsko prebivalstvo mesta v novo okrožje Melah na vzhodni strani kraljeve palače in pri tem razširil vzhodni obris kazbe. Sultan Ahmed al-Mansur je obnovil in ponovno zasadil vrtove Agdal ter tako ohranil to veliko obzidano ograjeno območje južno od mesta.
Saadijci in njihovi nasledniki Alavi so prav tako sponzorirali gradnjo in razširitev kompleksa zavija in mošeje okoli mavzoleja Sidi Bel Abes, ki je stal tik pred severnimi vrati mesta, Bab Taghzout. Sidi Bel Abes pogosto velja za zaščitnika Marakeša in njegova zavija je na to območje pritegnila vedno več naseljencev, dokler se zunaj mestnega obzidja ni razvila cvetoča soseska. V 18. stoletju, pod vladavino alavitskega sultana Mohameda ibn Abdalaha, je bilo obzidje mesta končno razširjeno, da je zajelo to sosesko in oblikovalo novo severno točko mesta. V istem obdobju je sultan razširil tudi Kazbo proti jugu in razširil Agdal proti severu, dokler nista bili steni obeh ograjenih prostorov združeni. To je bila zadnja večja razširitev in sprememba mestnega obzidja.
Druga dela alavitskih sultanov so še vedno dodajala obstoječe obzidje in vrata mesta. Sultan Mohamed ibn Abdalah je prav tako odgovoren za večji del gradnje in prenove kraljeve palače (Dar al-Makzen) po letih zanemarjanja, ki ji je dala bolj ali manj današnjo obliko. Južno stran kazbe so razširili, da bi sprejela nove vrtove, nove soseske za palačne služabnike in vojake ter vrsto obzidanih trgov, znanih kot mehuarji (uradni trg/dvorišče ob vhodu v kraljevo palačo). Zgrajenih je bilo veliko vrat, ki so regulirala prehod med temi novimi južnimi prizidki. Mnoge od njih so manjšega arhitekturnega pomena, čeprav imajo Bab Ahmar (najbolj vzhodna vrata) edinstveno zasnovo, ki vključuje dvignjeno ploščad za lahko topništvo. Nazadnje je po uničenju Rehamne leta 1862 zahodno steno vrtov Agdal ponovno zgradil sultan Mohamed ibn Abd al-Rahman. Istočasno je sultan dodal utrdbo, imenovano Skalat al-Mrabit, za obrambo tega dela obzidja.

### Potres leta 2023
Po potresu v Marakešu-Safiju leta 2023 8. septembra so se zrušili deli mestnega obzidja.
- Vzhodno obzidje mesta, blizu mesta Bab Debbagh
- Zunanje obzidje kazbe, južno od Bab Agnauja
- Skalat al-Mrabit, utrdba iz 19. stoletja, ki jo je zgradil sultan Mohamed ibn Abd al-Rahman za zaščito zahodnega roba vrtov Agdal
- Obzidje Medine v Marakešu na fotografiji iz leta 1925. Knjižnica ETH.
- Primer dobro vzdrževanega dela mestnega obzidja

## Oblikovanje sten
Obzidje ima dokaj pravilno konstrukcijo, značilno za srednjeveški Maroko in Al Andaluz, visoko je med 6 in 8 metrov in je vsakih 25 do 30 metrov utrjeno s kvadratnimi stolpi ali bastijoni. Debelina zidov se giblje med 1,4 in 2 metra, stolpi pa so debeli med 8 in 14 metrov. Prvotno je bilo obzidje zaključeno z ozko stezo (stenska pot), ki je bila zaščitena z obzidjem z cinami, čeprav so mnoge od teh medtem izginili. Obstajajo dokazi, da je bilo obzidje prvotno obdano z jarkom, čeprav to morda ni imelo pomembne obrambne vloge.

## Metode gradnje in vzdrževanje
Obzidje Marakeša, tako kot obzidje Fesa in večine zgodovinskih mest v Maroku, je bilo zgrajeno iz zbijane zemlje, starodavne gradbene tehnike, ki jo najdemo po Bližnjem vzhodu, v Afriki in drugod. Znana je tudi kot pisé (iz francoščine) ali tabia (iz arabščine). Na splošno je uporabljal lokalne materiale in je bil široko uporabljen zaradi nizkih stroškov in relativne učinkovitosti. Ta material je bil sestavljen iz blata in prsti različne konsistence (vse od gladke gline do kamnite prsti), običajno pomešane z drugimi materiali, kot sta slama ali apno za pomoč pri oprijemu. Zaradi dodatka apna so bili zidovi na splošno trši in bolj odporni, čeprav se je to lokalno razlikovalo, saj je bila na nekaterih območjih prst, ki se je sama dobro utrdila, na drugih pa ne. Na primer, stene Marakeša so sestavljene iz do 17 % apna, medtem ko stene Fesa in bližnjega Meknesa vsebujejo do 47 %. Tehnika je v uporabi še danes, čeprav sta se sestava in razmerje teh materialov sčasoma spreminjala, saj so nekateri materiali (kot je glina) postali relativno dražji od drugih (kot je gramoz).
Zidovi iz zbite zemlje so bili zgrajeni od spodaj navzgor po plasteh. Delavci so stisnili in zapakirali materiale v odseke, dolge od 50 do 70 cm, ki so bili začasno povezani z lesenimi deskami. Ko se je material usedel, so lahko lesen opaž odstranili in postopek ponovili na vrhu predhodno dokončane ravni. Ta postopek začetnega lesenega odra pogosto pušča sledi v obliki več vrst majhnih lukenj, ki so vidne na sprednji strani sten. V mnogih primerih so stene prekrili s premazom iz apna, štukature ali drugega materiala, da bi dobili gladko površino in bolje zaščitili glavno strukturo.
Ta vrsta konstrukcije je zahtevala dosledno vzdrževanje, saj so materiali razmeroma prepustni in jih dež sčasoma lažje razjeda; v delih Maroka (zlasti v bližini Sahare) lahko kazbe in druge strukture, izdelane z manj trpežno sestavo (običajno brez apna), začnejo razpadati v manj kot nekaj desetletjih po tem, ko so bile opuščene. Stare strukture tega tipa kot take ostanejo nedotaknjene le, če se nenehno obnavljajo; nekateri odseki obzidja so danes zaradi rednega vzdrževanja videti popolnoma novi, drugi pa propadajo.

## Mestna vrata
Poleg tistih v Kazbi, vsa glavna mestna vrata segajo v obdobje Almoravidov, ko je bilo prvič zgrajeno mestno obzidje, vendar je večina od njih doživela naknadne spremembe v kasnejših obdobjih. Mnoga srednjeveška vrata so imela zapletene ukrivljene vhode, zasnovane za težji dostop. Danes so poleg mnogih od njih odprti preprosti oboki, ki omogočajo lažji prehod v medino in iz nje, skupaj z drugimi vrzelmi v mestnem obzidju, ustvarjenimi za nove ceste.

### Vrata medine
Sledijo glavna zgodovinska vrata medine (glavno obzidano mesto; ne štejemo Kazbe na jugu). Vrata so opisana spodaj po vrstnem redu, začenši od severovzhodnega vogala medine in naprej v smeri urinega kazalca.

#### Bab el-Khemis
Ta vrata so v severnem/severovzhodnem kotu mestnega obzidja in izvirajo iz obdobja Almoravidov. Prvotno so bila znana kot Bab Fes ('Vrata Fesa'), vendar se je to ime očitno izgubilo v obdobju Marinidov. Sedanje ime vrat (el-Khemis) se nanaša na suk ali tržnico na prostem, ki je v zgodovini tukaj potekala vsak četrtek (al-Khamis v arabščini). Danes se tržnica nadaljuje skoraj ves teden tik pred vrati, medtem ko je stalni bolšji sejem, Souk al-Khemis, zgrajen nekaj sto metrov severno. Tik pred vrati je tudi kuba (mavzolej s kupolo), v katerem je grob lokalnega marabota ali muslimanskega svetnika.
Zunanji vhod v vrata je na obeh straneh obdan s kvadratnimi bastijoni. Prehod vrat je bil prvotno sestavljen iz upognjenega vhoda, ki se je obrnil za 90 stopinj; eden je vstopil skozi vrata s severa in nato izstopil proti zahodu v mesto. Po legendi je vratna krila vrat prinesel iz Španije zmagovalec Jusuf ibn Tašfin. V obdobju Almohadov je bila vratarnica razširjena tako, da je njen prehod povzročil še tri pravokotne zavoje, preden je zavil proti jugu. To ji je dalo podobno obliko in razporeditev kot več drugih večjih Almohadskih vrat, kot je Bab er-Rouah. Obris prvotnega izhoda vrat, ki je zdaj zazidan, je še vedno viden v njihovi notranji zahodni steni. Vrata so bila v letih 1803–04 podvržena pomembni prenovi na ukaz sultana Mulaja Slimana, kar je opazil marmorni napis v notranjosti. V nekem trenutku v 20. stoletju so notranjo steno prehoda odprli, da bi omogočili raven prehod neposredno skozi vrata, da bi olajšali gost promet na tem območju, kar je povzročilo sedanjo obliko vrat.
- Zunanja (severna) fasada Bab el-Khemisa
- Notranja (južna) fasada Bab el-Khemisa

#### Bab ad-Debbagh
Bab ad-Debagh (ali preprosto Bab Debagh) so najsevernejša od obeh vzhodnih vrat mesta, ki segajo v obdobje Almoravidov. Njihovo ime pomeni 'Vrata usnjarjev' in se nanaša na bližnje strojarne, ki so tu prisotne že od obdobja Almoravidov. Imajo najbolj zapleteno postavitev od vseh vrat: njihov prehod se 5-krat zalomi v skoraj S-podobni poti, ki poteka skozi dve odprti igrišči in eno pokrito dvorano. Stopnišče v jugovzhodnem kotu stavbe omogoča dostop do strehe vrat. Strokovnjaki menijo, da samo osrednji del vrat (obokana dvorana) izvira iz prvotnih almoravidskih vrat in da so Almohadi dodali notranji in zunanji del dvorišča. Vrata bi tako prvotno imela preprost upognjen vhod (tj. za 90 stopinj so se obrnila le enkrat).
- Zunanji (vzhodni) vhod v Bab Debagh
- Upogibni prehod znotraj vrat
- Notranji (zahodni) vhod v Bab Debagh (obrnjen proti mestu)

#### Bab Ajlan
Bab Ajlan so druga (skrajna južna) vzhodna vrata mesta, južno od Bab Debagh. Ime so dobila po plemenu Ajlan (v arabščini izgovorjeno Hajlana), ki je bilo del berberske konfederacije Masmuda. Vrata so bila kraj bitke pri al-Buhajri leta 1130, v kateri so Almoravidi premagali napad Almohadov. (Bitka je bila poimenovana po vrtu, Buhajrat al-Raka'ik, ki je bil tukaj blizu vzhodnih vrat mesta.) Prvotna almoravidska vrata so imela preprost upognjen prehod (tj. enkrat se je obrnil za 90 stopinj), ki je bil znotraj bastijona na zunanji strani obzidja. Nekaj časa po obdobju Almoravidov je bil na notranjo stran vrat dodan še en usločen prehod, tako da se vanje vstopi z južne strani, se dvakrat obrne (najprej levo, nato desno) in pride v mesto obrnjen proti severu.

#### Bab Aghmat
Ta vrata so dobila ime po Aghmatu, zgodnji prestolnici Almoravidov pred Marakešem, ki je ležala v tej smeri (tj. proti jugu/jugovzhodu). Vrata so se morda imenovala tudi Bab Jintan, čeprav je to negotovo in to ime se je morda nanašalo na druga bližnja vrata, ki so medtem izginila. Tako kot druga almoravidska mestna vrata so bila od svoje prvotne gradnje bistveno spremenjena. Prvotno so bila najverjetneje sestavljena iz upognjenega prehoda, ki se je obrnil za 180 stopinj in je tvoril simetrično strukturo okoli osi obzidja: eden je vstopil z zahoda skozi bastijon na zunanji strani mestnega obzidja, skozi pokrito vežo, nato pa izstopil proti zahodu iz bastijona na notranji strani obzidja in šel skozi dvorišče na prostem. V veliko poznejšem obdobju je bilo na zunanjem koncu vrat dodano obzidano dvorišče z zelo drugačnim gradbenim slogom, zaradi česar se je promet prisilil k še enemu zasuku za 180 stopinj (čeprav je bila v zadnjem času severna stena tega dvorišča podrta, da bi omogočila bolj neposreden prehod). Na streho vodi stopnišče v severovzhodnem kotu vratarnice. Veliko pokopališče, pokopališče Bab Aghmat, zavzema široko območje tik pred vrati.

#### Bab er-Rob (Bab Nefis)
Bab er-Robb so ena najbolj nenavadnih vrat v mestu in edina, ki so v kotu obzidja. Medtem ko zgodovinarja Deverdun in Allain verjameta, da so vrata almohadskega izvora (natančneje pod Jakubom al-Mansurjem) zaradi svoje lokacije glede na Almohadsko Kazbo, je zgodovinar Quentin Wilbaux nedavno trdil, da njihova lokacija v širši shemi mesta nakazuje, da so bila originalna almoravidska vrata. Vsi verjamejo, da so bila Bab Nefis, druga vrata, opisana v zgodovinskih virih in poimenovana po bližnji reki Nefis (ali N'fis), najverjetneje drugo ime za ista vrata. Beseda Rob ali Rub se nanaša na vrsto kuhanega vina, katerega vinogradi so bili ob reki Nefis in tako uvoženi in regulirani skozi ta vrata. Zunaj teh vrat, na območju, ki ga zdaj pokriva pokopališče, je nekoč obstajal vodni bazen, velik približno 70 × 40 metrov, in so ga uporabljali za vadbo plavanja.
Glavna zgradba vrat je bastijon, znotraj katerega usločen prehod vstopi s severa, se obrne za 180 stopinj in nato spet izstopi proti severu. Danes je bilo obzidje na tem območju premaknjeno okoli bastijona vrat, tako da se oba vhoda vrat, obrnjena proti severu, odpirata znotraj mestnega obzidja, kar zakriva prvotno vlogo vhoda v mesto. Vendar, ko so leta 1912 vrata preučevali francoski učenjaki, je imelo obdajajoče mestno obzidje drugačno konfiguracijo: namesto da bi se pritrdila na stran vratarnice, se je pritrdila na sredino severne fasade vrat, med dvema vratnima odprtinama, tako da so bila vzhodna vrata zunaj mestnega obzidja, medtem ko so bila zahodna znotraj obzidja. Ker sta bila oba vhoda še vedno obrnjena proti severu, je to pomenilo, da zunanji vhod dejansko ni bil neposredno viden tujcem, ki so prihajali s podeželja, ker je bil obrnjen nazaj proti mestnemu obzidju; posledično so morali popotniki, ki so prihajali z juga, hoditi vse do druge strani bastijona in vanj vstopiti s severa. Zaradi te nenavadne konfiguracije in na podlagi primerjav z drugimi mestnimi vrati je Wilbaux domneval, da je bilo mestno obzidje na tem območju predhodno spremenjeno in premaknjeno okoli vrat, tako da so bili vhodi prvotno obrnjeni: vzhodna vrata, ki so bila leta 1912 zunanji vhod, so bila prvotno znotraj mestnega obzidja, medtem ko so bila zahodna vrata (notranji vhod v 1912) je bil prvotno zunaj mestnega obzidja. Tako je bastijon vrat prečkal mestno obzidje in je bil zato precej podoben prvotni konfiguraciji Bab Aghmata, drugih južnih mestnih vrat.

#### Bab al-Makzen
Bab al-Makzen je ena od zahodnih vrat mesta, ki so zahodno od mošeje Kutubija. Izvirajo iz obdobja Almoravidov. Ime so verjetno dobila po palači (Dar al-Makzen), ki je obstajala tukaj blizu v obdobju Almoravidov kot del nekdanjega Ksar el-Hadžarja. Vrata obdajajo osmerokotni stolpi in so bila precej spremenjena. Prvotno so imela preprost upognjen prehod (obrnjen za 90 stopinj proti severu), vendar je vratarnica od takrat izginila in danes je ostala le preprosta obokana odprtina. V začetku 20. stoletja so bila vrata zazidana in zaprta, danes pa skozi njih pelje cesta.

#### Bab al-'Arisa (Bab ar-Raha)
Bab al-'Arisa (kar pomeni 'Nevestina vrata'; črkovana tudi kot Bab Larisa ali Bab Lrisa) je znana tudi kot Bab al-'Arais ('Vrata zaročencev') in prej kot Bab ar-Raha (Raha morda pomeni 'obilje' ali 'dobro počutje'; je tudi priimek v Marakešu). To so druga zahodna vrata mesta, ki so severno od Bab el-Makzena v kotu obzidja in segajo v obdobje Almoravidov. Tako kot Bab al-Makzen na jugu so vrata obdana z osmerokotnimi stolpi in so prvotno imela preprost upognjen prehod (obrnjen za 90 stopinj proti severu), vendar so bila od takrat spremenjena. V začetku 20. stoletja so jih zazidali, danes pa imajo preprosto odprtino, skozi katero pelje lokalna cesta.

#### Bab Doukala
Bab Doukala so severozahodna vrata medine. Njihovo ime, Doukala, je bilo ime berberskega plemena in regije med današnjim Marakešem in Casablanco. Vrata so prav tako iz obdobja Almoravidov, vendar za razliko od mnogih drugih niso bila predmet večjih sprememb (vsaj v tlorisu) in ohranjajo svojo prvotno prefinjeno zasnovo upognjenega vhoda. Prehod znotraj vrat se dvakrat zalomi pod ravnim kotom: eden vstopi z zahoda, zavije proti jugu, nato zavije proti vzhodu, preden vstopi v mesto. Danes so vrata obdana z drugimi preprostimi odprtinami v steni, ki omogočajo enostavno kroženje.
- Tloris Bab Doukala
- Zunanja (zahodna) fasada Bab Doukala
- Notranja (vzhodna) fasada Bab Doukala

### Nekdanja vrata medine
Vsaj še štiri vrata, morda pet (odvisno od statusa Bab Jintana), so prej obstajala vzdolž obzidja medine, vendar so od takrat izginila ali postala zastarela. Navedena so tukaj.
Bab Taghzout
Iz obdobja Almoravidov so bila to prvotno severna vrata mesta, dokler sultan Mohamed ibn Abdalah v 18. stoletju ni razširil mestnega obzidja, da bi zajelo severno sosesko Sidi Bel Abes. Ime vrat, Taghzout, je nejasnega zgodovinskega izvora, vendar je običajen berberski toponim z nekaj različnimi pomeni; morda se je nanašalo na bližnjo vas ali na dolino reke Tensift. Vrata se imenujejo tudi Bab Sidi Bel Abes (po bližnjem svetišču). Vrata so bila v prvotni konfiguraciji podobna bližnjim Bab el-Khemisom: obdajala sta jih dva kvadratna bastijona in imela usločen vhod, skozi katerega se je vstopalo s severa in izstopalo na zahodu. Danes pa so vrata izgubila svoje bastijone in upognjen prehod in vse, kar je ostalo, je velik lok nad glavno ulico južno od Zavije Sidi Bel Abes.
Bab Musufa
Bab Musufa (ali Bab Masufa) so almoravidska vrata, katerih zgodovina je negotova, vendar se domneva, da so bila v severozahodnem kotu mesta, severno od Bab Doukale in zahodno od Bab Taghzouta, blizu soseske Rijad al-'Arus. Njihovo ime izvira iz berberskega plemena Almoravid.
Bab aš-Šaria
Bab aš-Šaria, kar pomeni 'Vrata pravice/zakona' (Šaria), so bila glavna jugozahodna vrata mesta, ki segajo v obdobje Almoravidov. Bila so blizu kota obzidja zahodno od Bab er-Roba. Vrata so bila ponovno zgrajena v obdobju Almohadov, ko je Abu Jakub Jusuf svojemu sinu Jakubu (prihodnjemu al-Mansurju) ukazal, naj premakne ta del obzidja južneje, da bi sprejel novo sosesko za rastoče prebivalstvo mesta. To delo je bilo opravljeno avgusta in septembra 1183, nova vrata Bab aš-Šaria pa je odprl Abu Jakub Jusuf. Lokacija teh vrat je bila od takrat blokirana in zasedena z mavzolejem Imama as-Suhajlija (enega od sedmih svetnikov Marakeša), čeprav je ostanke vrat mogoče videti poleg mavzolej.
Veliko molitveno območje na prostem, imenovano musala ali msala, je bilo v obdobju Almoravidov in Almohadov tik pred vrati (čeprav so ga morda premaknili med gradnjo kazbe). Tu blizu je bil tudi hipodrom za konjeniške igre in trening, opremljen s paviljonom, iz katerega je lahko emir ali kalif opazoval dejavnosti. Danes je to območje zasedeno z velikim pokopališčem, ki se razteza od Bab er-Roba.
Bab as-Saliha
To so bila ena od južnih vrat mesta Almoravidov, poimenovana po vrtovih Saliha južno od mesta. Bila so tam, kjer je kasneje nastalo okrožje Almohad Kazba; takrat so vrata verjetno izginila.
Bab Jintan
Znanstveniki niso prepričani o identiteti in lokaciji teh vrat. Morda so bila to južna vrata mesta, morda blizu tega, kar je pozneje postalo judovski Melah na vzhodni strani kazbe, vendar so od takrat izginila brez kakršne koli jasne sledi. Druga možnost je, da je bilo preprosto drugo ime za Bab Ajlan ali, bolj verjetno, Bab Aghmat. Zlasti francoski zgodovinar Gaston Deverdun je bil naklonjen tej drugi hipotezi.

### Vrata Kazbe
Najzgodnejša vrata kasbe izvirajo iz obdobja Almohadov, vendar številna vrata izhajajo iz različnih razširitev kasbe in kraljeve palače (Dar al-Makhzen) v kasnejših stoletjih.

#### Bab Agnau
Bab Agnau, ena najbolj znanih in najlepših vrat v Marakešu, je bil glavni javni in obredni vhod v kazbo mesta. Ime Agnau naj bi bilo berberskega izvora in je imelo več zgodovinskih pomenov, vključno z 'nemimi' in kasneje 'črnci' (ali Gnava); vendar ni jasno, kakšno točno konotacijo je ime imelo v tem primeru. Vrata so se imenovala tudi Bab al-Kasr ('Vrata palače') in Bab al-Kuhl ('Vrata Kohla'). Njihovo gradnjo pripisujejo Jakubu al-Mansurju (ustanovitelju Kazbe) leta 1188.
So tik znotraj obzidja medine, blizu Bab er-Roba. Vrata sta bila prvotno obdana z dvema bastijonskima stolpoma, prehod v notranjost pa je bil upognjen vhod (kar pomeni, da se je pred izhodom obrnil za 90 stopinj), ki je šel skozi veliko obokano preddverje. Na vrhu vrat je bila terasa, do katere so vodile notranje stopnice. Zaradi te postavitve so bila podobna drugim monumentalnim almohadskim vratom, kot je Bab er-Rouah v Rabatu. Bočni stolpi in pokrita veža pa so od takrat izginili, obok vrat pa je delno zapolnjen z manjšim opečnim lokom. Kljub temu so vrata ohranila svojo bogato kamnito izklesano dekoracijo iz obdobja Almohadov, ki je ponovno primerljiva z vrati Bab er-Rouah in Bab Oudaia v Rabatu.

#### Bab Berima
Bab Berima (napisano tudi Bab Barima) so vrata med glavnim mestom (medino) in severovzhodnim delom kazbe, na južnem koncu današnjega trga Place des Ferblantiers. Obstaja že od saadijskega obdobja. Njihova izdelava je bila morda potrebna, da bi delavci lahko prihajali in odhajali med gradnjo palače El Badi, ki stoji v bližini. Vrata so sestavljena iz preprostega obokanega prehoda, ki je prerezan skozi stolp v obodnem obzidju Kazbe. Stolp je bil nekoč okronan z žagasto oblikovanimi cinami iz saadijskega obdobja, ki pa so od takrat izginile. Vrata obdajajo vrste butikov, ki so novejše zgradbe.

#### Bab Škiru
Ta vrata so na severovzhodnem vogalu sedanje kraljeve palače (znotraj oboda kazbe). Zgrajena je bila na ukaz sultana Mulaja Hasana (vladal 1873–1894), da bi olajšal dostop do palače na tem koncu. Ime so dobila po kadiju, ki je vodil njihovo gradnjo.

#### Bab Ksiba
Bab Ksiba (ali Bab Kusajba) so majhna zahodna vrata v okrožje Kazba. Nekoč je bil to vhod v drugo majhno kazbo (kusajba), ki je bila povezana z glavno kazbo na tem območju, da bi zaščitila zahodno stran Grand Mehuarja (ogromen odprt trg, ki je še danes prisoten na vhodu v kraljevo palačo) in sosesko Derb Čtuka. Datum izgradnje ni jasen; obstajala so na začetku 19. stoletja in so bila morda zgrajena pod Mohamedom ibn Abdalahom v 18. stoletju, vendar skoraj zagotovo niso bila del prvotne kazbe Almohadov.

#### Vrata okoli mehuarjev kraljeve palače
Pod Mohamedom ibn Abdalahom (guverner Marakeša po letu 1746, sultan 1757–1790) je bila kraljeva palača (Dar al-Makzen) v kazbi prenovljena in razširjena. Ta širitev je v glavnem napredovala proti jugu, kjer je sultan zgradil številne mehuarje (uradne trge ob vhodu v kraljevo palačo, kjer so lahko potekali kraljevi obredi in sprejemi). Ti zavzemajo velik prostor med palačo na severu in vrtovi Agdal na jugu. Do mehuarjev se dostopa skozi številna vrata z lastnimi edinstvenimi imeni; čeprav so številna vrata manjšega zgodovinskega ali arhitekturnega pomena.